# Écholocalisation des dauphins

Schématisation de l'écholocalisation chez le Grand Dauphin

L’écholocalisation des dauphins est la capacité de ces animaux à repérer et situer les aspects importants de leur environnement, particulièrement leurs congénères ou les proies. Sur le principe du sonar actif, elle se base sur la propagation des ondes acoustiques dans l’eau.

## Origines
L'utilisation du sonar chez les dauphins est une adaptation aux contraintes du milieu aquatique leur permettant de localiser et d'identifier des objets sous l’eau.
En effet, même s’il est possible d’utiliser la vue à faible profondeur (quelques mètres) en journée, l’absence de luminosité (turbidité, profondeur, mauvais éclairement extérieur) rend très vite ce sens inefficace. À l’opposé, le sonar reste toujours opérationnel et permet de repérer les proies ou obstacles à des grandes distances (plusieurs centaines de mètres en basses fréquences). De plus, les ondes acoustiques ne se propagent pas seulement dans l’eau : elles peuvent également traverser des matériaux plus denses, offrant ainsi la possibilité de trouver des poissons cachés sous le sable ou dans les algues. Enfin, le sonar permet aussi d’attaquer les proies à distance par génération d’une forte impulsion acoustique qui les désoriente ou même les assomme.

### Écholocalisation et langage
On peut séparer les ondes acoustiques émises par les dauphins en deux grands groupes : les sifflements, utilisés pour communiquer, et les clics servant à l’écholocalisation.
Le langage des dauphins est mal connu et semble complexe. Tout au plus peut on dire qu’il présente de grandes variations en fonction du groupe de dauphins étudié et des individus. Les sifflements sont bien localisés en fréquence et se situent plutôt dans les ultrasons (< 25 kHz).
L’utilisation des clics est mieux comprise. Ce sont des signaux très brefs (quelques dizaines de microsecondes) et donc répartis sur une large bande spectrale (la largeur de bande à 3 dB est typiquement d’une cinquantaine de kHz). Utilisés pour l’écholocalisation, ils sont généralement émis par groupes (trains de clics) ; ils peuvent également être émis seuls pour communiquer.
Plus le dauphin se rapproche de sa proie, plus le train de clics est rapide ; la résolution maximale que peut traiter le cerveau du dauphin est de 600 clics/s.

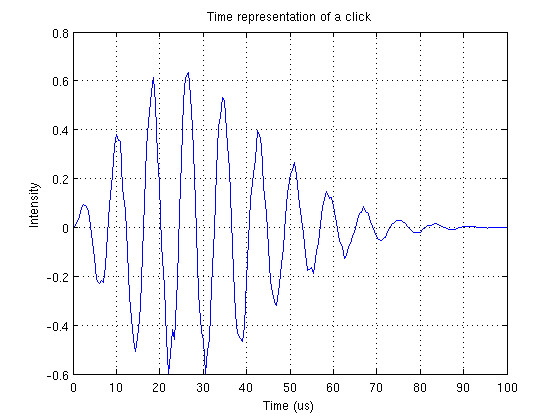
Représentation temporelle d'un clic
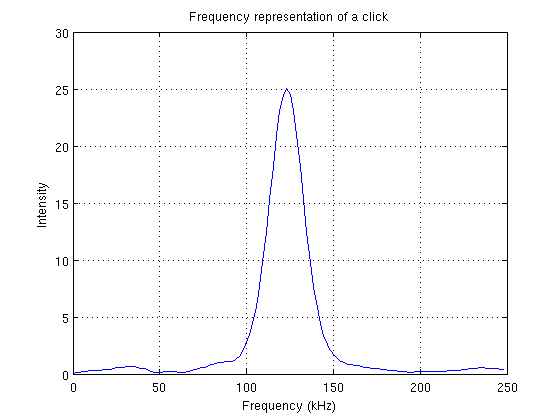
Représentation fréquentielle d'un clic

## Fonctionnement

### Émission
Le dauphin est capable d’émettre différents types de son, de fréquences variables, certains servant à communiquer, d’autres à se repérer dans l’espace. Le système d’émission chez le dauphin est bien plus complexe que chez l’homme. L’homme n’est en effet capable de produire que du son audible, c’est-à-dire entre 20 et 20 000 Hz, c’est la composition physique de ses cordes vocales qui l’impose. Chez le dauphin, une mécanique vibratoire explique aussi la production du son. Le principe est relativement simple, même si encore sujet à controverses. Il s’agit du principe des cavités de Helmholtz. Le dauphin possède des sacs d’air dont il peut ajuster la taille, afin d’émettre des sons à des fréquences de résonances variées. C’est le même principe qui permet d’émettre des sons lorsqu’on souffle à la perpendiculaire d’un goulot de bouteille. Selon la quantité de liquide dans la bouteille, on pourra émettre des sons plus ou moins aigus.
Lorsque le dauphin est en plongée, il emmagasine un certain volume d’air dans ses poumons, et il n’en relâche pas. Comme l’homme et ses deux narines, il possède deux conduits aériens parallèles, auxquels sont fixés des petits sacs d’air de taille variable, ce sont des cavités résonantes. Pour produire les sifflements, le dauphin utilise son larynx, comme l’homme. D’ailleurs, les sifflements sont généralement émis dans la gamme de fréquences audibles. Cependant, la mécanique vibratoire classique ne permet pas d’expliquer les capacités d’émissions à une centaine de kHz. En effet, les tissus du larynx ne peuvent pas vibrer à une fréquence si élevée. Ce sont des tissus contenant un liquide cristallin, les lèvres phoniques, qui génèrent ces fréquences élevées. Ce liquide cristallin a des propriétés de résonance à des fréquences beaucoup plus élevées que les tissus normaux. C’est une propriété bien connue des cristaux. Les sons émis se propagent ensuite dans ce qu’on appelle le melon, la bosse cachée sous le front. Il s’agit d’une boule graisseuse qui joue le rôle d’une lentille acoustique focalisante. Elle permet de diriger une onde acoustique cohérente vers la zone spatiale située devant le dauphin.
La communauté scientifique reste encore divisée sur la capacité du dauphin à émettre deux types de sons en même temps. Cependant, l’asymétrie de ses conduits aériens au niveau des connexions au melon laisse penser à certains scientifiques que cela est possible.
Le dauphin est également capable de contrôler la puissance de ses émissions, contrairement à la chauve souris, qui adapte le gain en réception. Le dauphin émet préventivement à un niveau moins élevé si la cible qu’il poursuit est plus près. Typiquement, le dauphin réduit ses émissions de 6 dB si la distance à sa cible est divisée de moitié au cours du temps (pour un niveau constant en réception, il faut compter -3 dB pour le trajet aller, et -3 dB pour le trajet retour). Enfin, la profondeur à laquelle travaille le dauphin joue sur ses capacités, car la pression influe sur le volume d’air dont le dauphin peut disposer.

### Comparaison avec les sonars industriels

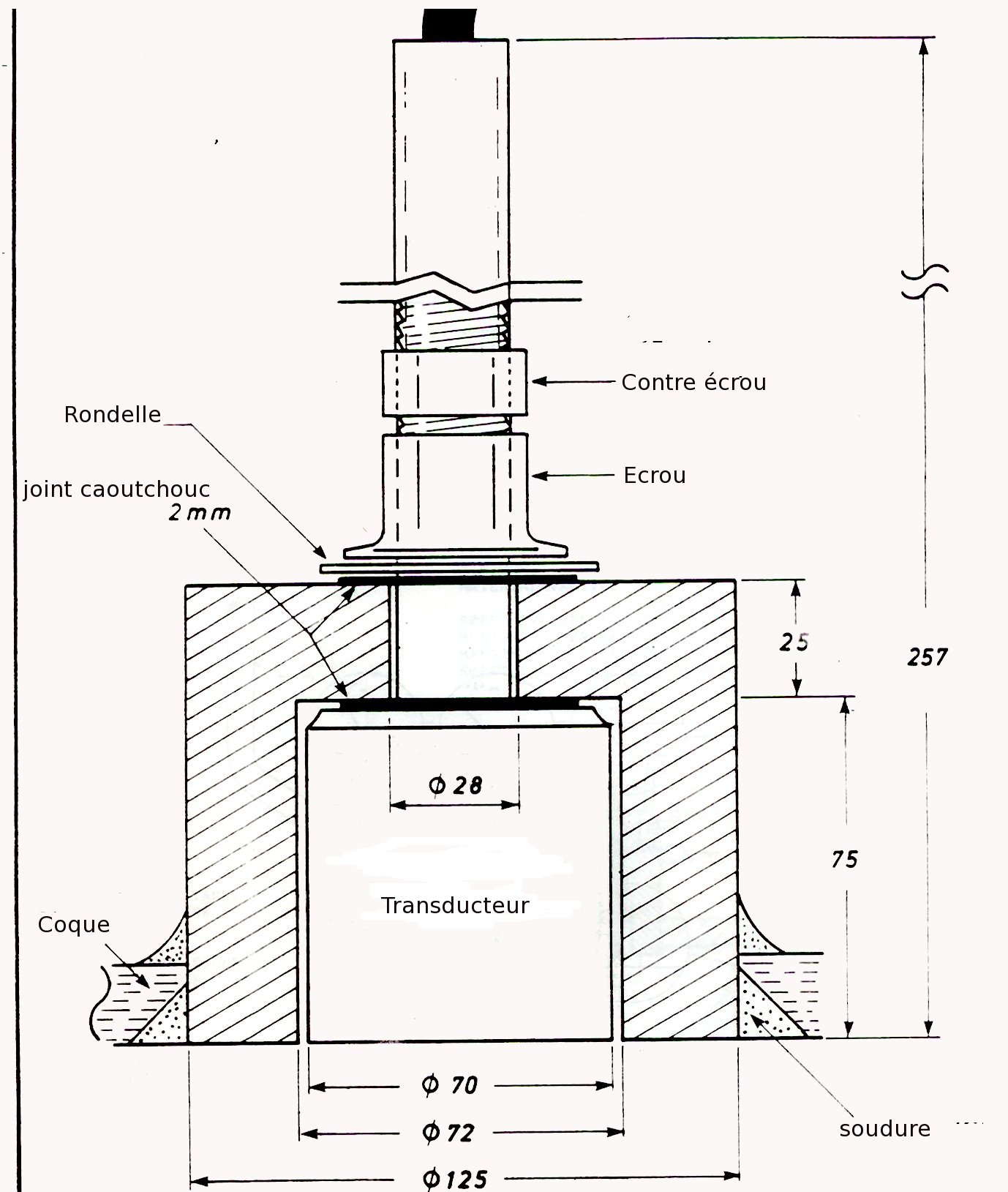
Transducteur pour sondeur bathymétrique

Les concepts utilisés sur les sonars artificiels travaillant à une dizaine de kHz sont basés d’une part sur les résonances de Helmholtz, et, d’autre part, sur la résonance de structure cristallines (céramiques). De tels systèmes permettent quand même de travailler en bande relativement large.

### Réception
Pour recevoir les signaux réfléchis par les cibles, les dauphins exploitent des tissus adipeux situés sous leur mâchoire, qui remontent jusqu’à son oreille interne. En effet, les dauphins ne présentent pas d'oreille externe et la transmission des ondes acoustiques est permise par ces tissus adipeux. Le son est donc transmis à l’oreille interne, puis au cerveau, qui l’analyse. Le dauphin peut alors déterminer la distance de la cible, sa taille, ainsi que sa vitesse en exploitant l’effet Doppler.
Il peut aussi sonder sous les sédiments, étant donné que le son se propage sous le sable.

### Bandes de fréquences

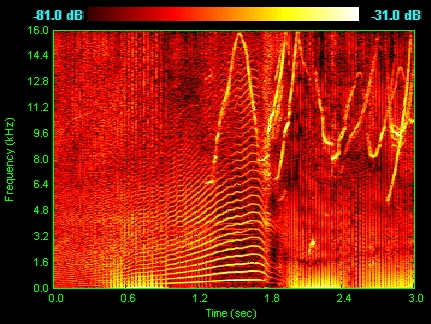
Spectrogramme de dauphins

La plage de réception du dauphin est beaucoup plus large que celle de l’homme, et se situe essentiellement dans les ultrasons : elle va de 100 Hz à environ 250 kHz. La question de la bande d'émission est plus sensible, les nombreuses études sur le sujet ne s’accordant pas toutes. La plage d’émission dépend en effet de nombreux paramètres, ainsi que de la méthode de mesure : l’âge de l’individu, son sexe, le groupe auquel il appartient, son espèce exacte, la période de l’année, le type de signal émis ont une grande influence sur les fréquences d’émission. De manière générale, on peut dire que le dauphin émet entre 1 et 150 kHz.
Bien entendu, la fréquence des clics émis dépend de ce que le dauphin recherche : lorsqu’il balaye son terrain de chasse en quête d’une proie, éventuellement à grande distance, il produit des sons à une fréquence plus basse (< 60 kHz). Une fois l’objectif repéré, il affine sa « vision » en augmentant progressivement la fréquence d’émission, ce qui augmente sa résolution spatiale mais diminue sa portée.
L’intensité d’émission peut être très élevée : jusqu’à 197 dBSPL aux fréquences les plus basses et 209 dBSPL au plus hautes fréquences (> 105 kHz) (le dBSPL étant un rapport de puissance par unité de surface).

## Interactions avec l’être humain

### Utilisation des dauphins

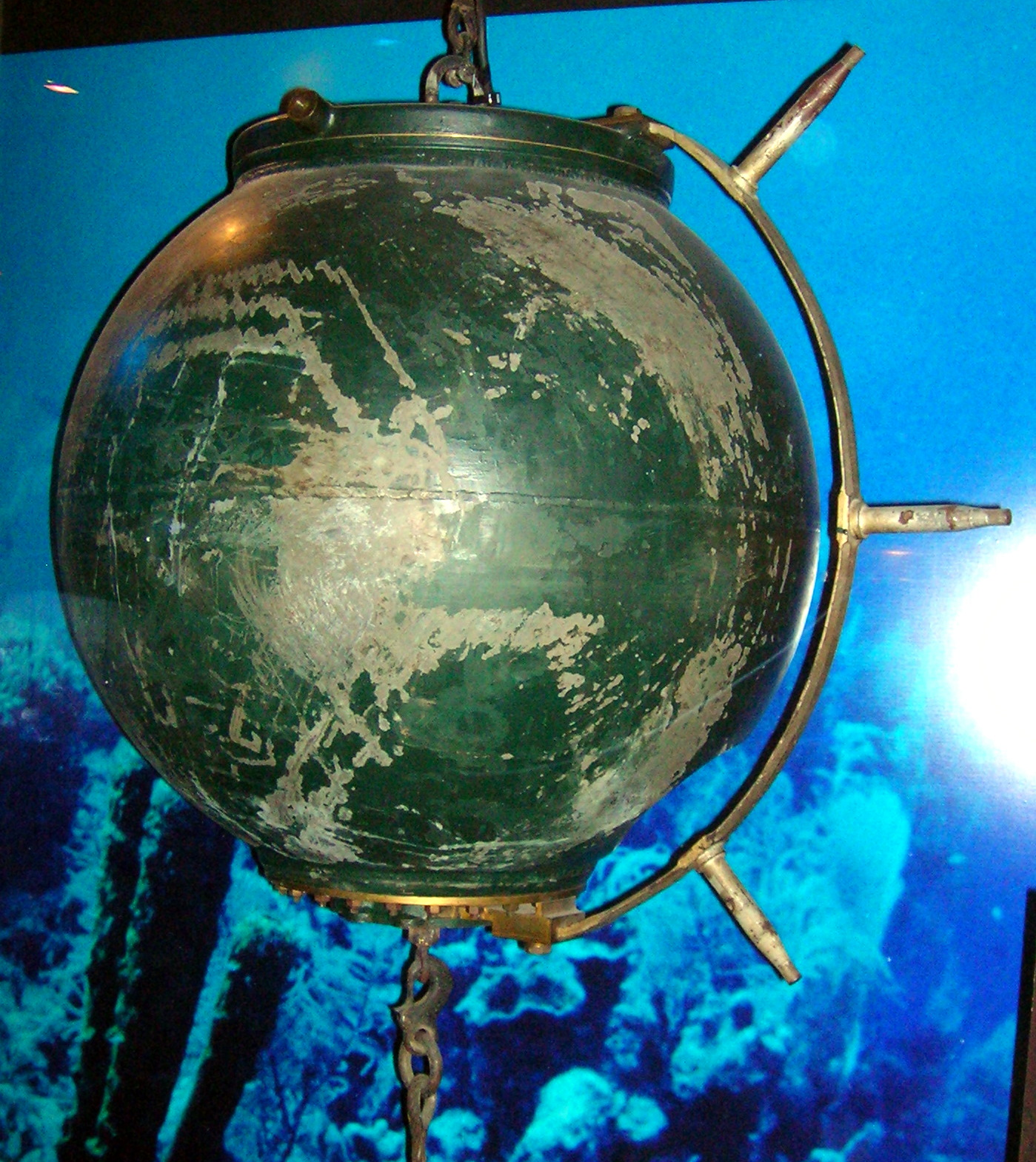
Mine sous-marine

Les sonars des dauphins sont aujourd’hui exploités par les humains, notamment pour la chasse aux mines sous-marines. Ceci est un sujet à controverse, car on utilise les dauphins dans un but militaire. Cependant, il est argumenté que le dauphin détecte si bien les mines qu’il ne peut rien lui arriver. La détection est très difficile avec des sonars industriels, elle repose sur du traitement d’image, alors que la détection par les dauphins est beaucoup plus efficace, car ils peuvent déterminer la composition des matériaux composant les cibles. Les cibles métalliques réfléchissant plus que d’autres. Cela a été très utilisé en Irak, et a permis aux américains d’ouvrir le golfe au marché international une semaine après la fin du conflit.

### Filets de pêche
Bien que performant, le sonar ne leur permet pas de détecter les filets de pêche (300 000 décès/an). C’est pour cela qu’ont été développés des cibles en plastiques, structures à forte réflectivité, qui permettent aux dauphins de les éviter.

### Dangers
Le principal danger dû à l’activité humaine, lié au sonar des dauphins, provient des sonars militaires à basses fréquences (notamment ceux de la marine américaine). La réception de signaux acoustiques de forte puissance entraîne essentiellement deux conséquences : d’une part des dommages de l’appareil auditif, et d’autre part des troubles de décompression dus à une remontée trop rapide du dauphin qui cherche à échapper à l’impulsion sonore.
On peut noter une autre source de nuisance sonore qui est celle des grands parcs éoliens offshore, dont les vibrations mécaniques se transmettent au fond marin puis à l’eau elle-même, générant un bruit basse fréquence de forte amplitude.
Il est difficile de trouver des études sérieuses sur le sujet ; néanmoins, il semble que la physiologie du dauphin commun est assez peu sensible à ces menaces, le problème pouvant en revanche venir de la perturbation des communications entre individus.
La pollution sonore émise par l'activité humaine dans les océans oblige les animaux marins à modifier leur comportement ; les dauphins communiquent moins efficacement, leurs sifflements étant de moins en moins complexes.